# دوري جرينلاند لكرة القدم 1974
دوري جرينلاند لكرة القدم 1974 هو موسم من دوري جرينلاند لكرة القدم. فاز فيه Siumut Amerdlok Kunuk ‏.